# Natalia Litvinova
Natalia Litvinova (Gómel, Bielorrusia, 1986) es una escritora y editora argentina de origen bielorruso, dedicada al campo de la poesía y de la traducción.

## Biografía
Litvinova nació en Gómel, Bielorrusia, en 1986, cinco meses después del accidente ocurrido en la central nuclear de Chernóbil. En los 90, cuando estaba por cumplir diez años de edad, su familia decidió emigrar a Buenos Aires. 

### Trayectoria
Empezó a escribir versos motivada por la poesía de Lorca y la tradición oral: el relato, los chistes, los chismes y las canciones. A los veinte años acudió a un taller impartido por el poeta argentino Javier Galarza. Allí dio forma a su primer poemario, en el que plasmó ciertos hechos que ocurrieron en su infancia.
A la hora de componer su obra, Litvinova se inspira en autores y autoras que escribieron sobre las guerras y los exilios desde diferentes perspectivas y experiencias, por cuyos temas se siente identificada.
En 2016 crea junto a Tom Maver la Editorial Llantén, con sede en Buenos Aires, especializada en la traducción de poesía rusa tanto clásica como contemporánea y marginal. Ha compilado y traducido varias antologías de poetas rusos del Siglo de Plata como Innokenti Ánnenski, Serguéi Esénin y Marina Tsvietáieva, entre otros.
Ha impartido talleres de escritura y cursos en la Fundación Centro Psicoanalítico Argentino, dirige la colección de traducciones de Melón editora y coordina la sección dedicada a las letras argentinas de la Revista Ombligo. Representó a Argentina en el IX Festival Internacional de Poesía de Granada (Nicaragua) en 2015.
Su poesía ha sido traducida al francés y publicada por la editorial francesa Al Manar.La obra Cesto de trenzas de Litvinova se publicará en 2024 por Shearsman Books, traducida al inglés por Kelsi Vanada con el título Basket of Braids.

## Premios y reconocimientos
- 2017: Premio estímulo de la Fundación Argentina para la Poesía
- 2024: II Premio Lumen de novela, por el libro 'Luciérnaga'.[8]

## Obra

### Poemarios
- 2010 - Esteparia. Ediciones del Dock. Reeditado en España y en Uruguay.
- 2012 - Balbuceo de la noche. Melón editora. ISBN 987283471-7
- 2012 - Grieta. Gog y Magog. Reeditado en España y en Costa Rica. ISBN 978-84-16149-09-4
- 2013 - Rocío Animal. La Pulga Renga.
- 2013 - Todo ajeno. Vaso roto. ISBN 978-84-15168-71-3
- 2014 - Cuerpos textualizados. Letra viva. Escrito en coautoría con Javier Galarza
- 2015 - Siguiente vitalidad. Audisea. Reeditado en España (por La Bella Varsovia, en 2016), México y Chile
- 2018 - Cesto de trenzas. La Bella Varsovia. ISBN 978-84-946544-8-0. Reeditado en Argentina por Llantén, 2018.
- 2020 - La nostalgia es un sello ardiente. Llantén. Reeditado en España (por La Bella Varsovia, en 2020) ISBN 978-987-863-981-9
- 2022 - Soñka, manos de oro. (La Bella Varsovia, 2022) ISBN 978-8412437966
- 2024 - Basket of Braids (traducción al inglés de Cesto de trenzas, por Kelsi Vanada) ISBN 9781848619371

### Antologías
- Jardín, cien poemas sobre flores, de cien poetas argentinxs. Proyecto Camalote.
- 2017 - Antología premio estímulo 2017. Vinciguerra. ISBN 978-987750175-9